# 基本音级
基本音级即C，D，E，F，G，A，B七个音。
基本音级的音程关系是大二度——大二度——小二度——大二度——大二度——大二度——(小二度)